# Kernkraftwerk Paluel
Das Kernkraftwerk Paluel liegt nahe der französischen Gemeinde Paluel in der Region Normandie im Département Seine-Maritime und ist der Namensgeber für die Reaktoren der 1300 MW-Klasse P4 (Paluel 4-loop). Das Kernkraftwerk, das aus vier Druckwasserreaktoren besteht, liegt etwa 40 Kilometer von der Stadt Dieppe und sechs Kilometer südwestlich von Saint-Valery-en-Caux entfernt, an der Küste des Ärmelkanals und beschäftigt ca. 1.250 Personen, Betreiber ist die französische Gesellschaft EDF. Zur Kühlung wird Wasser aus dem Ärmelkanal genutzt.

## Geschichte
Der Bau des ersten Reaktorblockes wurde am 15. August 1977 begonnen, dieser ging am 22. Juni 1984 in Betrieb. Zwischen den Jahren 1978 und 1980 wurde mit dem Bau dreier weiterer Reaktorblöcke begonnen, die dann am 4. September 1984, am 30. September 1985 und am 11. April 1986 in Betrieb genommen wurden.
Die französische Regierung hat 2020 eine Verlängerung für alle in Betrieb befindlichen Reaktoren um weitere 10 Jahre von 40 auf 50 Jahre Laufzeit angekündigt. Diese wurde von der französischen Aufsicht 2021 unter Auflagen genehmigt.

## Leistung
Die vier Druckwasserreaktoren haben eine Nettoleistung von jeweils 1.330 Megawatt (MW) und eine Bruttoleistung von 1.382 MW. Die installierte Gesamtleistung liegt bei 5.528 MW, womit das Kernkraftwerk zu den leistungsstärksten in Frankreich zählt (zweite Stelle) und weltweit an fünfter Stelle steht. Pro Jahr speist es durchschnittlich 32 Milliarden Kilowattstunden in das öffentliche Stromnetz ein.

## Zwischenfälle
In der Vergangenheit führten saisonale Algenbildungen im Ärmelkanal zur Blockierung des Wasserzulaufs und es kam mehrfach zu Problemen mit der Kühlung und dadurch zur automatischen Schnellabschaltung der Anlage. Diese ausgedehnten Notabschaltungen führten zu Reparaturarbeiten an den Komponenten des Zulaufs und hatten Auswirkungen auf die Notkühlsysteme. Im September 2009 brach im nichtnuklearen Anlagenteil ein Feuer an einem Generator aus, weshalb ein Reaktor abgeschaltet werden musste.
Am 2. Juli 2015 kam es zu einem Brand in einem Kondensator, der innerhalb von 6 Stunden gelöscht wurde.
Während der dritten zehnjährigen Wartung des zweiten Reaktorblocks kam es am 31. März 2016 zu einem Unfall. Beim Austausch eines 22 m hohen und 465 t schweren Dampferzeugers, stürzte dieser beim Transport auf den Betonboden des Reaktorgebäudes und beschädigte es. Eine Person wurde verletzt. Die Wiederinbetriebnahme wurde durch den Vorfall erheblich verzögert und erfolgte erst am 24. Juli 2018.

## Daten der Reaktorblöcke
Das Kernkraftwerk Paluel hat insgesamt vier Blöcke:
| Reaktorblock | Reaktortyp         | Netto- leistung | Brutto- leistung | Baubeginn  | Netzsyn- chronisation | Kommer- zieller Betrieb | Abschal- tung |
| ------------ | ------------------ | --------------- | ---------------- | ---------- | --------------------- | ----------------------- | ------------- |
| Paluel 1     | Druckwasserreaktor | 1.330 MW        | 1.382 MW         | 15.08.1977 | 22.06.1984            | 01.12.1985              | 2035          |
| Paluel 2     | Druckwasserreaktor | 1.330 MW        | 1.382 MW         | 01.01.1978 | 04.09.1984            | 01.12.1985              | 2035          |
| Paluel 3     | Druckwasserreaktor | 1.330 MW        | 1.382 MW         | 01.02.1979 | 30.09.1985            | 01.02.1986              | 2036          |
| Paluel 4     | Druckwasserreaktor | 1.330 MW        | 1.382 MW         | 01.02.1980 | 11.04.1986            | 01.06.1986              | 2036          |